# Junction City (Louisiana)
Junction City è un comune degli Stati Uniti d'America, situato nello Stato della Louisiana, diviso tra la parrocchia di Union e la parrocchia di Claiborne.